# Pachydissus schmutzenhoferi
Pachydissus schmutzenhoferi là một loài bọ cánh cứng trong họ Cerambycidae.